# Mont des Alouettes
De Mont des Alouettes (Frans voor: Leeuwerikenberg) is een heuvel nabij Les Herbiers in het Franse departement Vendée, regio Pays de la Loire.
In de 16e eeuw werden er op deze heuvel zeven molens gebouwd. Tegenwoordig zijn er hiervan nog drie over, waarvan er nog een in bedrijf is. Tijdens de Opstand in de Vendée (1793-1796) speelde deze heuvel een belangrijke rol. Aan de stand van de wieken van de molens konden de bewegingen van de vijandelijke troepen in de omgeving worden afgelezen.
Op de top van de heuvel staat een kapel uit de 19e eeuw die gebouwd werd in opdracht van de hertogin van Berry. De bouw van de kapel werd echter pas voltooid in 1968. Op 28 april van dat jaar vond de opening plaats.
Op 2 juli 2011 was het de finishplaats van de eerste etappe van de Ronde van Frankrijk, die werd gewonnen door Philippe Gilbert.

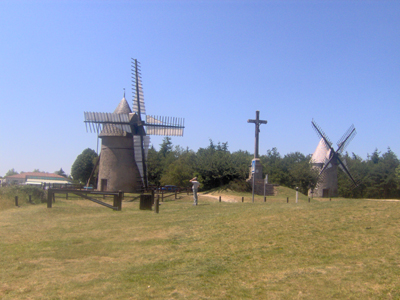
Twee van de drie molens
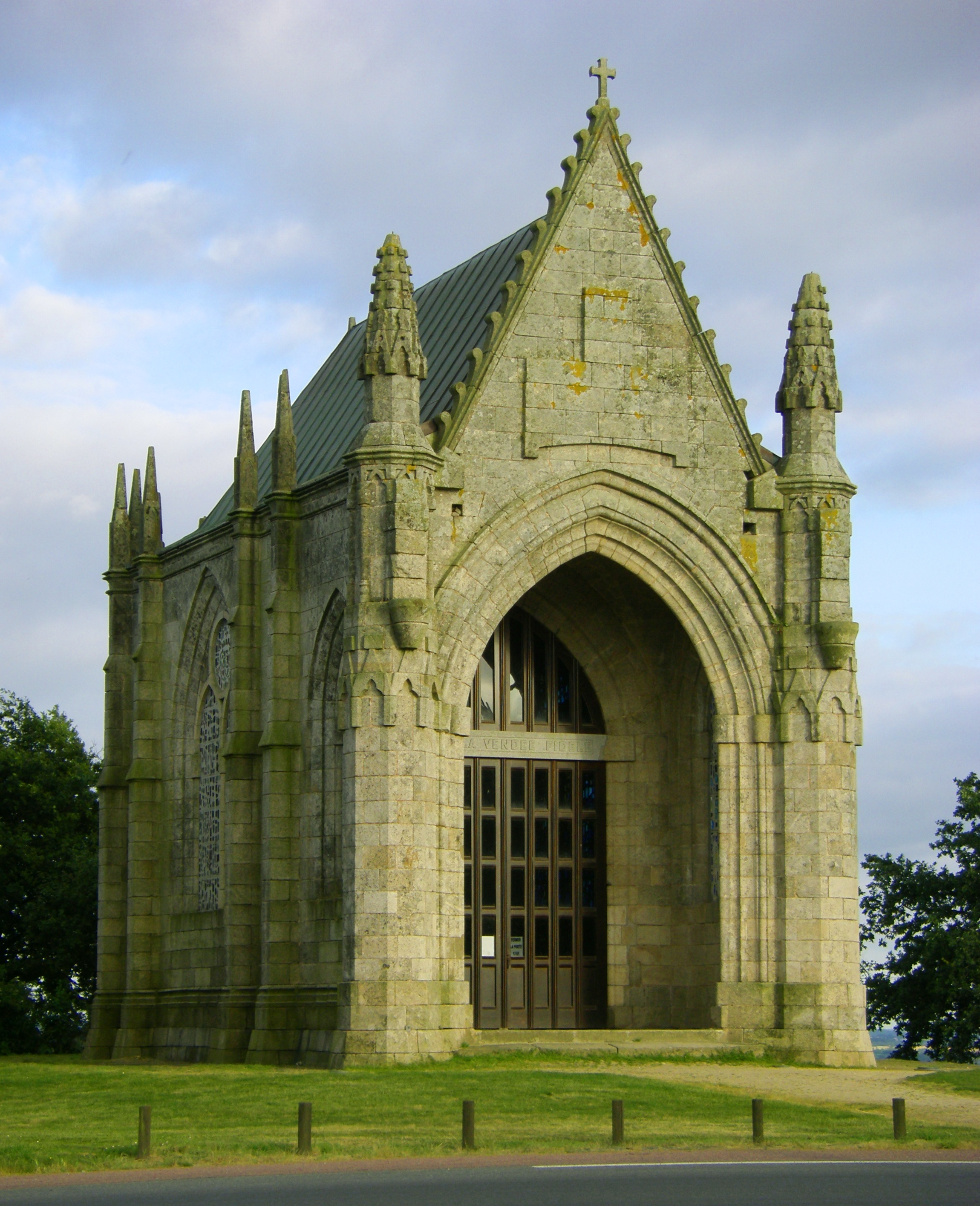
De kapel
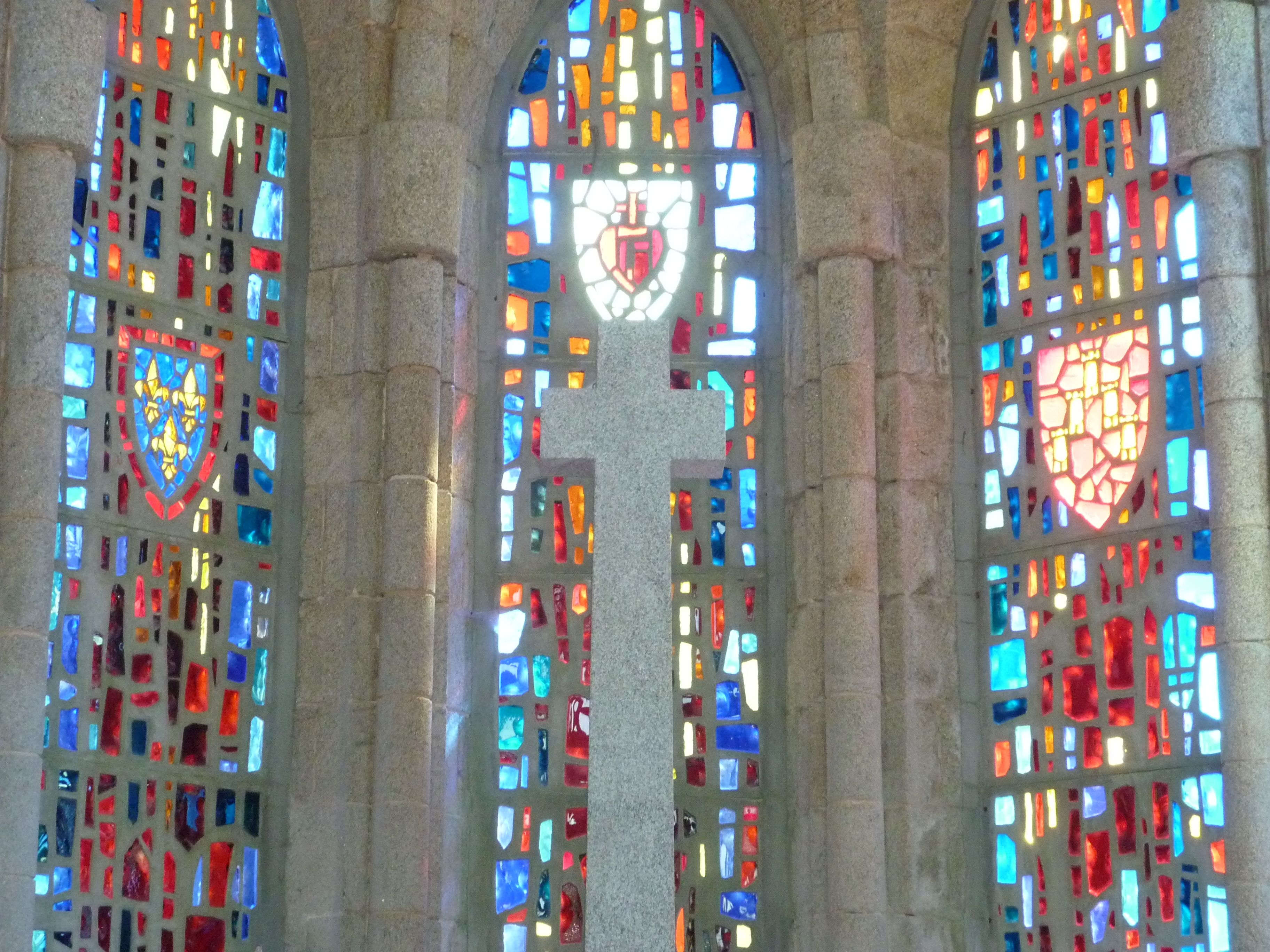
In de kapel